# Мичикальский хребет
Мичикальский хребет — горный хребет, расположенный на территории Гумбетовского района республики Дагестан, Россия.

## История, комментарии
Учёный Пётр Услар не исключает возможность происхождение названия чеченцев «мичихыч» от хребта Мичикал. Хребет также известен из сводок Кавказской войны, под названиям «Мичихальский хребет».

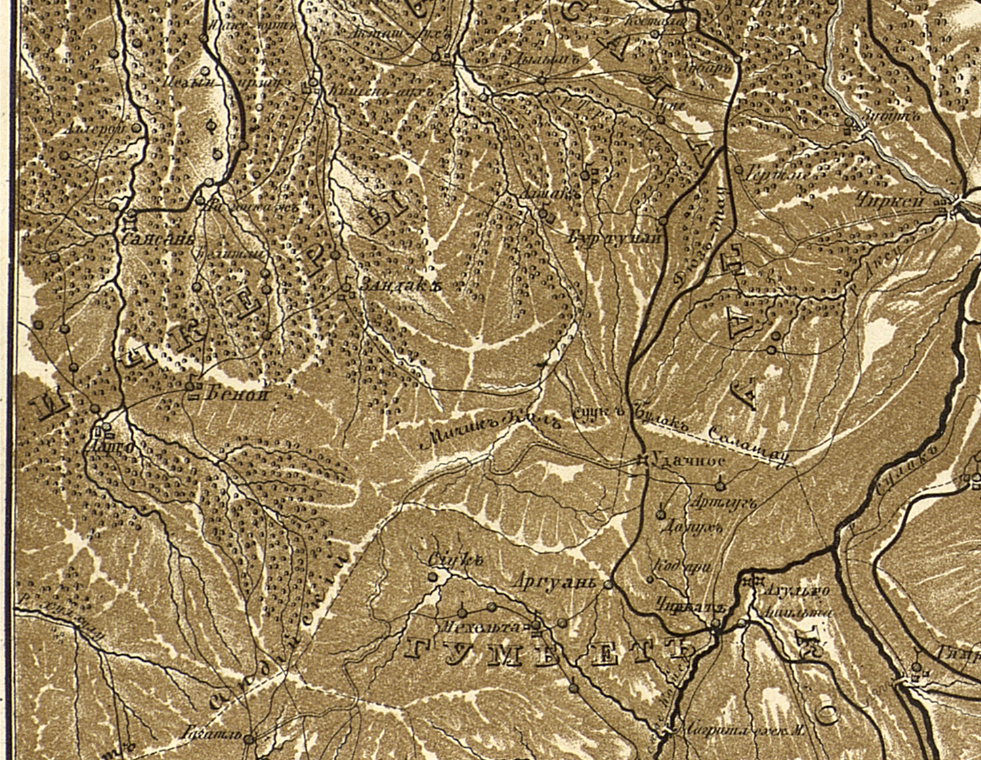
Мичикъ-Калъ на карте 1839 года

## Географическое расположение
Хребет находится в верховье реки Акташ, на границе с Чечнёй.